# Deep Thought (ordinateur d'échecs)
Pour les articles homonymes, voir Deep Thought.
Deep Thought est le nom d'un ordinateur conçu pour jouer aux échecs. Son nom signifie « Pensée profonde ».
Initialement développé à l'Université Carnegie Mellon et plus tard chez IBM, c'était la seconde version d'une ligne de programmes d'échecs développés par Feng-hsiung Hsu, qui avait commencé avec ChipTest, et qui a culminé avec Deep Blue. En plus de Feng-hsiung Hsu, l'équipe de Deep Thought comprenait Thomas Anantharaman (en), Mike Browne, Murray Campbell et Andreas Nowatzyk.
Deep Thought devint le premier ordinateur à battre un grand maître humain en partie sérieuse lorsqu’il vainquit le danois Bent Larsen en 1988, mais fut battu facilement en 2 parties lors d'un match avec le champion du monde Garry Kasparov en 1989, ainsi que dans un match par correspondance avec le maître international Michael Valvo (en).

## Origines du nom
Le nom Deep Thought vient du livre tiré du feuilleton radio Le Guide du voyageur galactique de Douglas Adams, dans lequel un ordinateur porte le même nom.
Certains programmes ultérieurs ont gardé le préfixe de deep, comme Deep Fritz, Deep Junior, etc. (Deep signifiant « profond » en anglais, et se rapportant peut-être à l'exploration en profondeur de l'arbre des coups possibles[réf. nécessaire]).

## Historique
La version Deep Thought 0.01 a été créée en mai 1988, et la version 0.02 en novembre de la même année. Cette nouvelle version avait 2 processeurs VLSI (Very Large Scale Integration) conçus spécifiquement, et elle était capable d'analyser 720 000 coups par seconde.
Deep Thought a gagné le championnat nord-américain des ordinateurs (NACCC) en 1988 et le championnat du monde d'échecs des ordinateurs (WCCC) en 1989.
En 1994, Deep Thought 2 a gagné le NACCC pour la cinquième fois, avec un classement Elo estimé à environ 2600. Il a été sponsorisé par IBM. Quelques-uns des ingénieurs qui ont conçu Deep Thought avaient aussi travaillé sur la conception de Deep Thought 2.

## Niveau
Son classement Elo de la FIDE a été estimé à 2551, soit le niveau d'un grand maître international.
Ses algorithmes étaient des fonctions d'évaluations relativement simples, mais Deep Thought pouvait examiner un demi-milliard de positions d'échecs par coup joué lors d'une partie d'échecs en cadence de tournois, ce qui lui permettait d'atteindre une profondeur de 10 ou 11 demi-coups dans des positions complexes. En plus de cela, en utilisant la technique de l'« extension singulière », il pouvait aussi suivre des chemins de coups forcés pour aller encore plus loin, ce qui lui permit de trouver un échec et mat en 19 coups (37 demi-coups).